# François van Aerssen van Sommelsdijk (1669–1740)

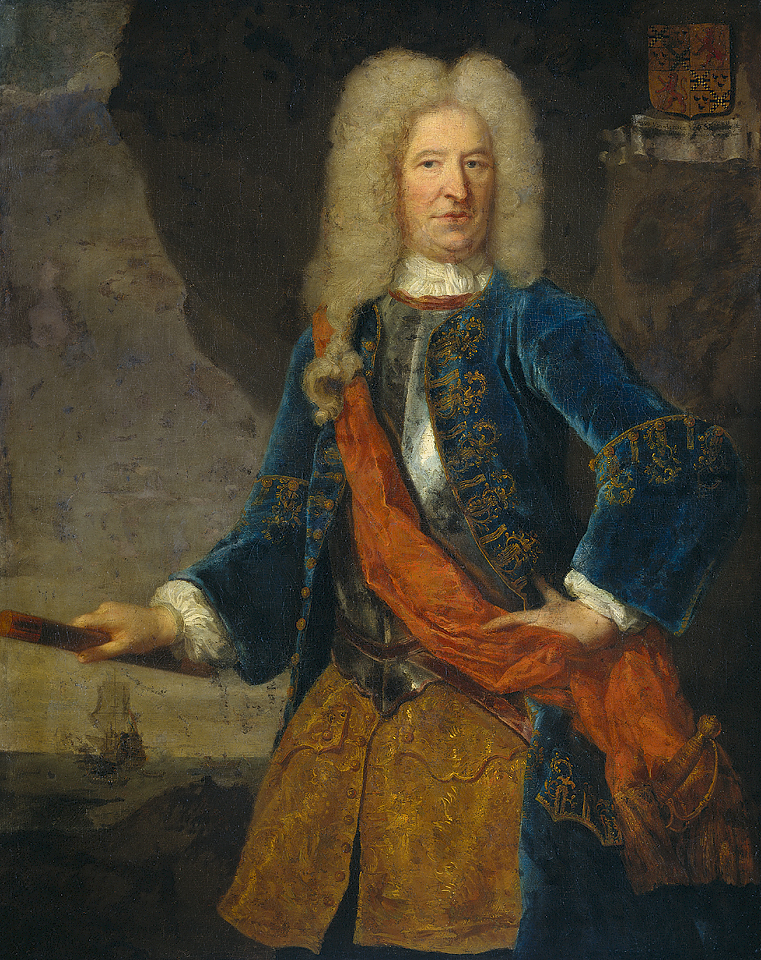
Porträt 1728 von Mattheus Verheyden. Die fehlenden Finger werden verdeckt.

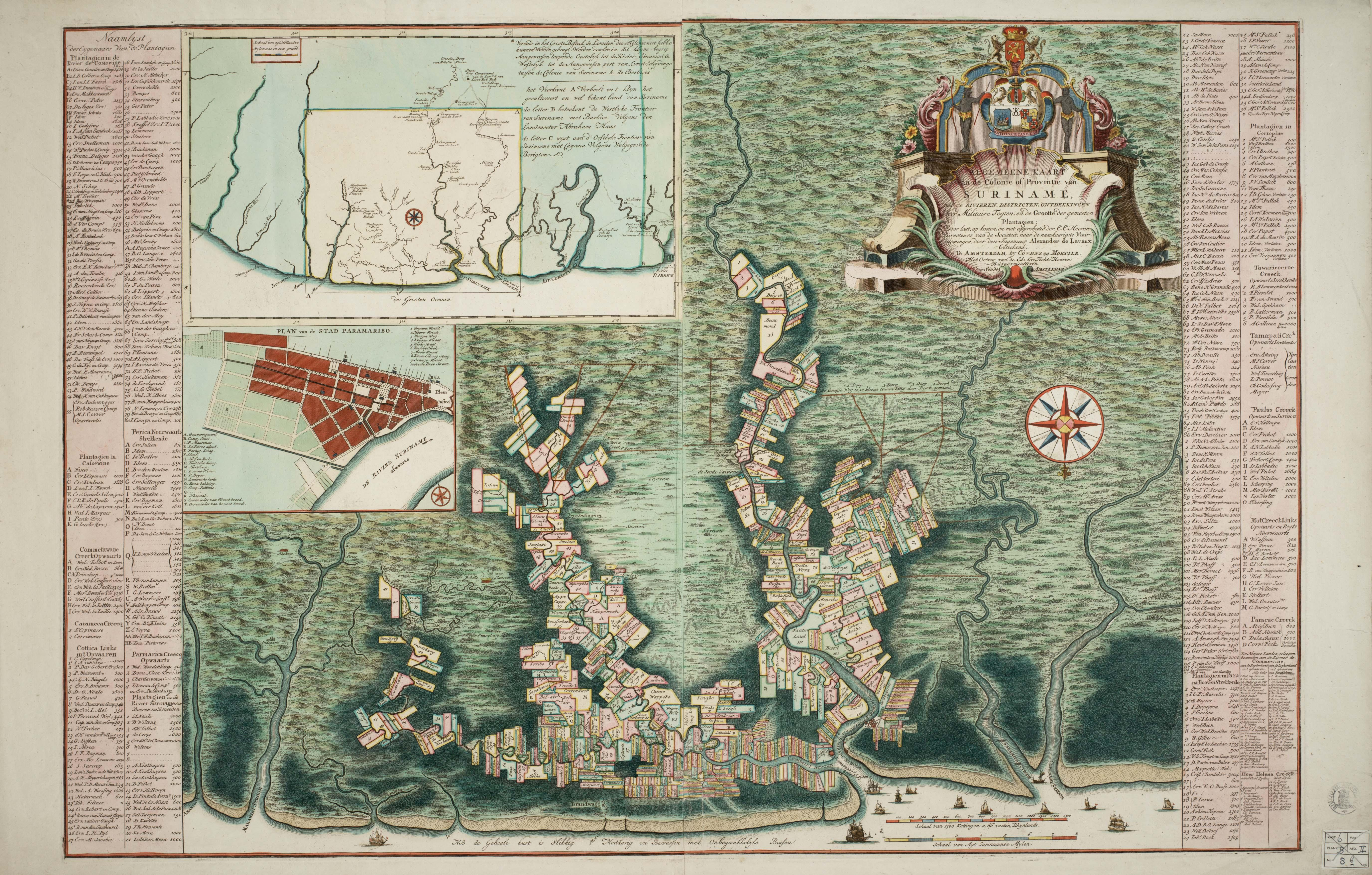
Karte der Kolonie Surinam, La Providence Flurstück Nr. 14, Chatillon Nr. 88

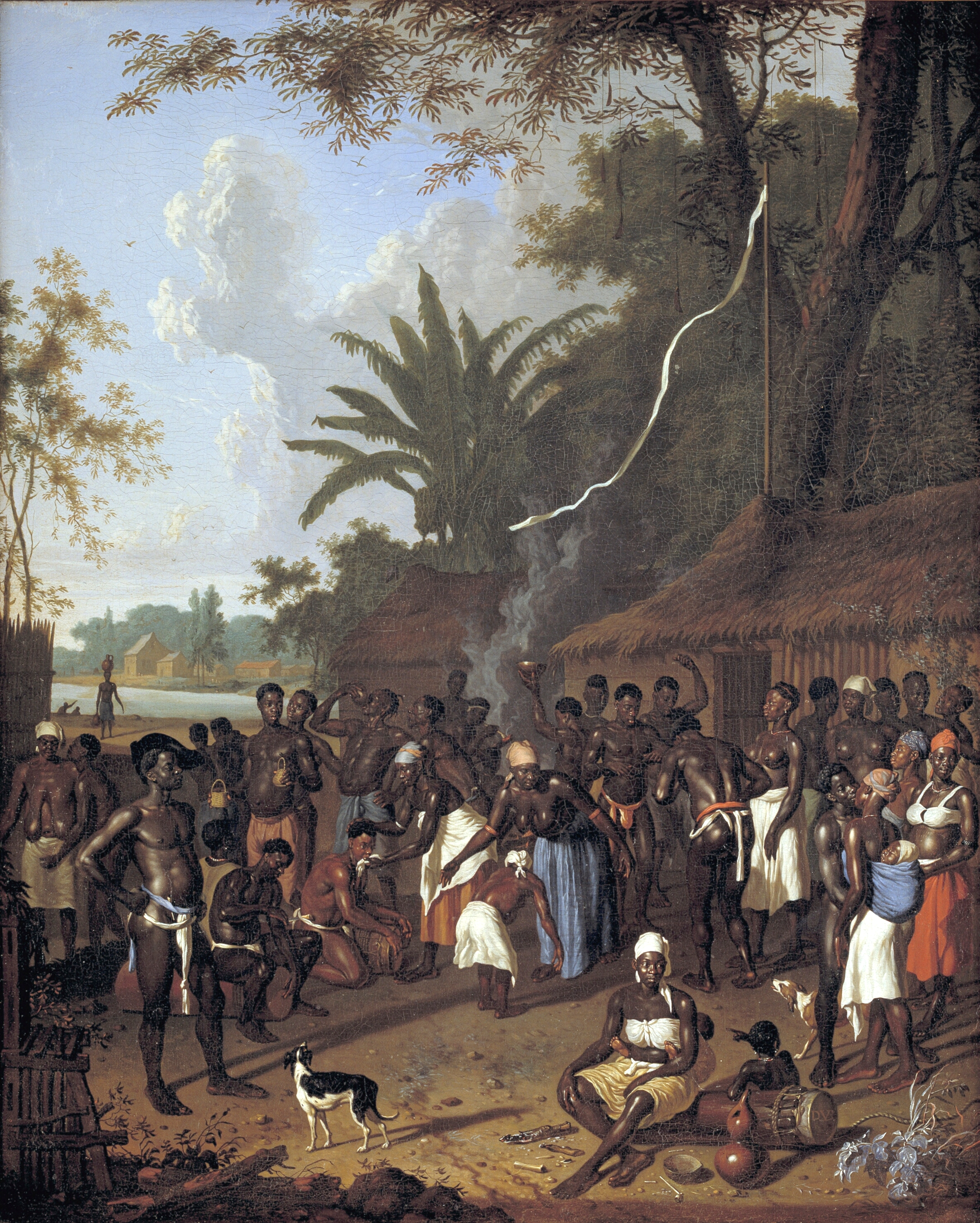
Sklaventanz (in Suriname), Gemälde von Dirk Valkenburg, 1707

François van Aerssen Herr von Chatillon, in Bernières, Sommelsdijk, Ooltgensplaat und Den Bommel, Freiherr von Spijk (* 24. Juni 1669 in Paris; † 19. Juli 1740 in Den Haag) war ein niederländischer Offizier und Vlootvoogd (Flottenvogt) der Admiralität von Amsterdam.

## Leben
Sein Vater war Cornelis van Aerssen, seine Mutter Marguérite du Puy. Der Vater traf mit dem Sohn und der Schwester Lucia 1683 in Paramaribo auf Suriname ein. In seiner Jugend verbrachte François darauf einige Jahre in Suriname und führte dorthin 1684 als erster fünf Kakaobohnen ein, die er heimlich von einer Expedition zum Orinoco mitgebracht hatte. Im Folgejahr begann der Vater mit dem ersten Kakaoanbau in Suriname auf der neuen Plantage Groot Châtillon.
1684 wurde durch die Labadisten eine Plantage La Providence eingerichtet, weit abgelegen von Paramaribo am oberen Surinamefluss. Die drei Schwestern des Vaters gehörten zur Sekte. Die Ansiedlung scheiterte am Ende wohl an der Malaria.
1687 reiste François im Staatsauftrag nach Holland, wobei er drei freie Indianer und vier Indianersklaven mitführte, zu denen vermutlich der Häuptlingssohn Jupiter Erikeja gehörte, der sich ein Jahr in den Niederlanden aufhielt. Van Aerssen trat in den Dienst der Admiralität von Amsterdam und wurde zweiter Leutnant zur See. 1688 kehrte er zurück nach Suriname, um die Erbschaft seines ermordeten Vaters zu regeln. Selber Gouverneur wollte er dort noch nicht werden.
1704 verkaufte er die Hälfte der Plantage, die sein Vater 20 Jahre zuvor angelegt hatte, an Adriaan Wiltens (1669–1736). Van Aerssen erklärte 1708, dass er nun für den Gouverneursposten in Frage komme, doch verwehrten ihm dies die beiden Mitbesitzer Westindische Compagnie und die Stadt Amsterdam. 1708 wurde er aber der Direktor der Sozietät von Suriname. Sein Anteil wurde zur Schuldentilgung des Vaters genommen.
Er heiratete 1712 seine Nichte Maria van Aerssen van Wernhout (1682–1761), mit der er drei Söhne und zwei Töchter hatte. Sein Erbe war der Militär François Cornelis van Aerssen van Sommelsdijk (1725–1793).

## Militärkarriere
1689 verlor er wegen eines Einfalls von Jean Baptiste du Casse auf Fort Zeelandia in Suriname einige Finger, als er eine Kanone lud. 1690 wurde er zum Ersten Leutnant zur See befördert, 1692 Kapitänleutnant und 1696 Kapitän zur See. In 1702 kämpfte er im Spanischen Erbfolgekrieg in der Seeschlacht bei Vigo und an mehreren anderen Orten. 1709 wurde er zum Schout-bij-nacht ernannt und 1713 zum Vizeadmiral befördert. Er befehligte mehrere Expeditionen im Bund mit England gegen die Seeräuberstaaten von Algier und Marokko 1721, 1725 und 1726.